# Charbuy
Charbuy és un municipi francès, situat al departament del Yonne i a la regió de Borgonya - Franc Comtat. L'any 2007 tenia 1.638 habitants.

## Demografia

### Població
El 2007 la població de fet de Charbuy era de 1.638 persones. Hi havia 599 famílies, de les quals 96 eren unipersonals (31 homes vivint sols i 65 dones vivint soles), 225 parelles sense fills, 244 parelles amb fills i 34 famílies monoparentals amb fills.
La població ha evolucionat segons el següent gràfic:
Habitants censats

### Habitatges
El 2007 hi havia 687 habitatges, 616 eren l'habitatge principal de la família, 31 eren segones residències i 40 estaven desocupats. 678 eren cases i 7 eren apartaments. Dels 616 habitatges principals, 566 estaven ocupats pels seus propietaris, 42 estaven llogats i ocupats pels llogaters i 8 estaven cedits a títol gratuït; 4 tenien una cambra, 10 en tenien dues, 49 en tenien tres, 145 en tenien quatre i 408 en tenien cinc o més. 536 habitatges disposaven pel capbaix d'una plaça de pàrquing. A 186 habitatges hi havia un automòbil i a 403 n'hi havia dos o més.

### Piràmide de població
La piràmide de població per edats i sexe el 2009 era:
| Homes | Edats   | Dones |
| ----- | ------- | ----- |
| 0     | 95 o +  | 0     |
| 4     | 90 a 94 | 4     |
| 4     | 85 a 89 | 0     |
| 0     | 80 a 84 | 8     |
| 28    | 75 a 79 | 28    |
| 28    | 70 a 74 | 40    |
| 32    | 65 a 69 | 20    |
| 24    | 60 a 64 | 16    |
| 8     | 55 a 59 | 12    |
| 96    | 50 a 54 | 68    |
| 96    | 45 a 49 | 84    |
| 52    | 40 a 44 | 92    |
| 64    | 35 a 39 | 48    |
| 80    | 30 a 34 | 88    |
| 36    | 25 a 29 | 32    |
| 40    | 20 a 24 | 28    |
| 64    | 15 a 19 | 72    |
| 44    | 10 a 14 | 80    |
| 56    | 5 a 9   | 60    |
| 44    | 0 a 4   | 60    |

## Economia
El 2007 la població en edat de treballar era de 1.129 persones, 832 eren actives i 297 eren inactives. De les 832 persones actives 787 estaven ocupades (401 homes i 386 dones) i 45 estaven aturades (21 homes i 24 dones). De les 297 persones inactives 155 estaven jubilades, 91 estaven estudiant i 51 estaven classificades com a «altres inactius».

### Ingressos
El 2009 a Charbuy hi havia 650 unitats fiscals que integraven 1.797,5 persones, la mediana anual d'ingressos fiscals per persona era de 22.418 €.

### Activitats econòmiques
Dels 52 establiments que hi havia el 2007, 1 era d'una empresa alimentària, 2 d'empreses de fabricació d'altres productes industrials, 10 d'empreses de construcció, 8 d'empreses de comerç i reparació d'automòbils, 4 d'empreses de transport, 1 d'una empresa d'hostatgeria i restauració, 1 d'una empresa d'informació i comunicació, 1 d'una empresa financera, 4 d'empreses immobiliàries, 7 d'empreses de serveis, 8 d'entitats de l'administració pública i 5 d'empreses classificades com a «altres activitats de serveis».
Dels 15 establiments de servei als particulars que hi havia el 2009, 1 era una oficina de correu, 2 tallers de reparació d'automòbils i de material agrícola, 3 guixaires pintors, 2 fusteries, 3 lampisteries, 2 electricistes, 1 perruqueria i 1 agència immobiliària.
Dels 2 establiments comercials que hi havia el 2009, 1 era una botiga de menys de 120 m² i 1 una fleca.
L'any 2000 a Charbuy hi havia 34 explotacions agrícoles que ocupaven un total de 975 hectàrees.

## Equipaments sanitaris i escolars
L'únic equipament sanitari que hi havia el 2009 era una farmàcia.
El 2009 hi havia 1 escola maternal i 1 escola elemental.

## Poblacions més properes
El següent diagrama mostra les poblacions més properes.